# Мшанец (река)
Мшанец (пол. Mszaniec, укр. Мшанець) — горная река, протекающая по территории Подкарпатского воеводства на юго-востоке Польши и Самборского района Львовской области Украины.
Левый полноводный приток Днестра. Длина — 21 км, в том числе по территории Львовской области — 13 км. Площадь бассейна — 107 км². Имеет 79 притоков. Слева впадает ручей Мшанка.
Исток находится в польских Бещадах восточнее села Михневец. На территорию Украины входит около села Мшанец, в селе Головецко впадает в Днестр.